# Maria Reiche
Maria Reiche Neumann (Dresden 15. svibnja 1903. – Lima, Peru 8. lipnja 1998.) bila je njemačka matematičarka i arheologinja poznata po svom istraživanju Nazca linija u Peruu.
Maria Reiche je studirala matematiku, zemljopis i jezike pri dresdenskom tehničkom sveučilištu. 1932. godine radila je kao dadilja i učiteljica djece njemačkog konzula u Cuzcu Cusco u Peruu. 1934. godine bila je učiteljica u Limi i prevoditeljica znanstvenih članaka. Pri izbijanju Drugog svjetskog rata odlučuje ostati u Peruu, a ne vratiti se u Njemačku. 1940. postaje asistentica američkom arheologu Paulu Kosoku s kojim otkriva Nazca linije.
U 1946. počinje istraživati linije u Nazci. Kada je Kosok 1948. napustio Peru, nastavlja posao i klasificira sve linije u oblasti.
Teorija Marie Reiche zasnivala se na ideji da su linije korištene kao Sunčev kalendar i kao opservatorij za astronomska promatranja. 
Pošto se linije jasno vide i iz zraka, uspjela je nagovoriti Peruansko zrakoplovstvo da joj pomogne s fotografiranjem linija. Većinu vremena provodi u svom domu u Nazci. Opisala je svoju teoriju u knjizi Geheimnis der Wüste (hr. Pustinjska tajna) a zaradu od prodaje knjige je koristila za zaštitu pustinje oko linija i zapošljavanje čuvara i asistenata.
Reiche je željela očuvati linije od automobilskog prometa, pošto leže blizu Pan-American Highwaya i raznih planiranih državnih cesta. Većinu novca kojeg je zaradila otišao je za radove u toj oblasti. Uspjela je nagovoriti peruansku vladu da ograniči radove u neposrednoj okolici. Sagradila je toranj u blizini autoceste tako da su posjetitelji mogli promatrati linije s udaljenosti. 1992. godine postaje državljanka Perua a 1993. dobiva medalju za zasluge Orden El Sol del Perú.
Unesco je linije u Nazci uvrstio u listu Svjetske baštine 1995. godine.
Zdravlje Marie Reiche se pogoršalo tijekom godina. Postala je ovisna o invalidskim kolicima a i vid joj je oslabio. Posljednjih godina svog života patila je i od Parkinsonove bolesti.
Preminula je 8. lipnja 1998. od posljedica rakaa zrakoplovnoj bolnici u Limi. Pokopana je nedaleko od Nazce sa svim vojnim počastima. Njezin dom pretvoren je u muzej.

## Vanjske poveznice
- Labyrinthina - Maria Reiche - Teorija o Nazca linijama  Arhivirana inačica izvorne stranice od 17. srpnja 2006. (Wayback Machine)